# Blyskinn
Blyskinn (Scotomyces subviolaceus) är en svampart som först beskrevs av Peck, och fick sitt nu gällande namn av Jülich 1979. Blyskinn ingår i släktet Scotomyces och familjen Ceratobasidiaceae.  Arten är reproducerande i Sverige. Inga underarter finns listade i Catalogue of Life.